# Worried About Ray
Worried About Ray is een nummer van de Britse poprockband The Hoosiers uit 2007. Het is de eerste single van hun debuutalbum The Trick of Life.
Het nummer bevat interpolaties uit Happy Together van The Turtles. "Worried About Ray" werd een grote hit in het Verenigd Koninkrijk, waar het de 5e positie behaalde. In Nederland bereikte het nummer geen hitlijsten, terwijl in Vlaanderen de 18e positie in de Tipparade werd gehaald.